# Roșu Congo
Roșu Congo este un colorant azoic insolubil în apă, ușor solubil în etanol. Este un colorant folosit inițial pentru bumbac, abandonat în prezent datorită toxicității sale. Este un indicator acido-bazic, având utilizări și în domeniul medicinii, pentru colorarea citoplasmei celulare și a eritrocitelor, iar combinat cu metoda luminii polarizate este folosit pentru colorarea fibrelor amiloidice.
Roșu Congo face parte din clasa coloranților azoici, fiind obținut prin diazotarea benzidinei și cuplarea acesteia cu acidul naftionic.